# Серва, Эва
Эва Серва (пол. Ewa Serwa) — польская актриса театра, кино и телевидения; также актриса озвучивания.

## Биография
Эва Серва родилась 7 октября 1956 года в Кракове. Актёрское образование получила в Государственной высшей театральной школе в Кракове, которую окончила в 1979 году. Актриса театров в Варшаве (Театр на Воли 1979—81, «Комедия» 1981—83, Национальный 1983—90, Польский 1992—93) и Познани (Сцена на Этаже 1995). Выступает в спектаклях «театра телевидения» с 1980 года.
Состоит в браке с Павлом Галией, имеет дочку Зузанну Галию.

## Избранная фильмография
актриса
- 1977 — Акция под Арсеналом / Akcja pod Arsenałem
- 1979 — Отец королевы / Ojciec królowej
- 1985 — Дом сумасшедших / Dom wariatów
- 1985 — Райская яблоня / Rajska jabłoń
- 1985 — Ядовитые растения / Rośliny trujące
- 1986 — Предупреждения / Zmiennicy (телесериал)
- 1986 — Золотой поезд / Złoty pociąg
- 1988–1991 — Пограничье в огне / Pogranicze w ogniu (телесериал)
- 1989 — Моджеевская / Modrzejewska (телесериал)
- 2006 — Статисты / Statyści
- 2008 — Сонливость / Senność
- 2010 — Простая история о любви / Prosta historia o miłości

польский дубляж
- актёрские фильмы / сериалы: В любви и войне, Воришки, Группа крови Rh+, Могучие рейнджеры, Степфордские жёны, Час расплаты, H2O: Просто добавь воды
- мультфильмы / мультсериалы: Джонни Браво, Кид vs. Кэт, Лига справедливости, Люди Икс: Эволюция, Мир Бобби, Приключения Дигимонов, Приключения мишек Гамми, Секретные материалы псов-шпионов, Семья почемучек, Серебряный Сёрфер, Томас и друзья, Человек-паук, Что с Энди?, Шоу Мишки Йоги, Шрек навсегда